# Ophion bicarinatus
Ophion bicarinatus är en stekelart som beskrevs av Cameron 1905. Ophion bicarinatus ingår i släktet Ophion och familjen brokparasitsteklar. Inga underarter finns listade i Catalogue of Life.